# Mealhada
Mealhada es una ciudad portuguesa, situada en el distrito de Aveiro, región estadística del Centro (NUTS II) y comunidad intermunicipal de Coímbra (NUTS III), con cerca de 5000 habitantes.
Es sede de un municipio de 111,14 km² de área y 19 355 habitantes (2021), subdividido en 6 freguesias, lo que se traduce una densidad de población de 164,4 hab./km². 

## Geografía
El municipio limita al norte con el municipio de Anadia, al este con Mortágua, al sureste con Penacova, al sureste y al sur con Coímbra y al oeste con Cantanhede. 
El municipio de Mealhada se localiza en la parte sur del distrito de Aveiro y forma parte de la Región Centro (NUTS II) de la Unidad Territorial del Baixo Vouga. Dada su vecindad con Coímbra, el municipio está muy influido por esta ciudad y mantiene una estrecha conexión con la urbe conimbricense en muchas materias.

## Historia
El municipio tiene su origen en el antiguo coto de Vacariça. En 1836 fue creado el actual municipio.

## Demografía
| Gráfica de evolución demográfica de Mealhada entre 1849 y 2021 |
|                                                                |
| Datos según el nomenclátor publicado por el INE portugués.     |

## Freguesias
Las freguesias de Mealhada son las siguientes:
- Barcouço
- Casal Comba
- Luso
- Mealhada, Ventosa do Bairro e Antes
- Pampilhosa
- Vacariça